# Dercitus occultus
Dercitus occultus is een spons in de taxonomische indeling van de gewone sponzen (Demospongiae). De wetenschappelijke naam van de soort werd in 1909 gepubliceerd door Hentschel.